# Sancțiuni internaționale în timpul Războiului Ruso-Ucrainean
     Rusia
     Țări care au inițiat sancțiuni
     Țări membre UE care au inițiat sancțiuni

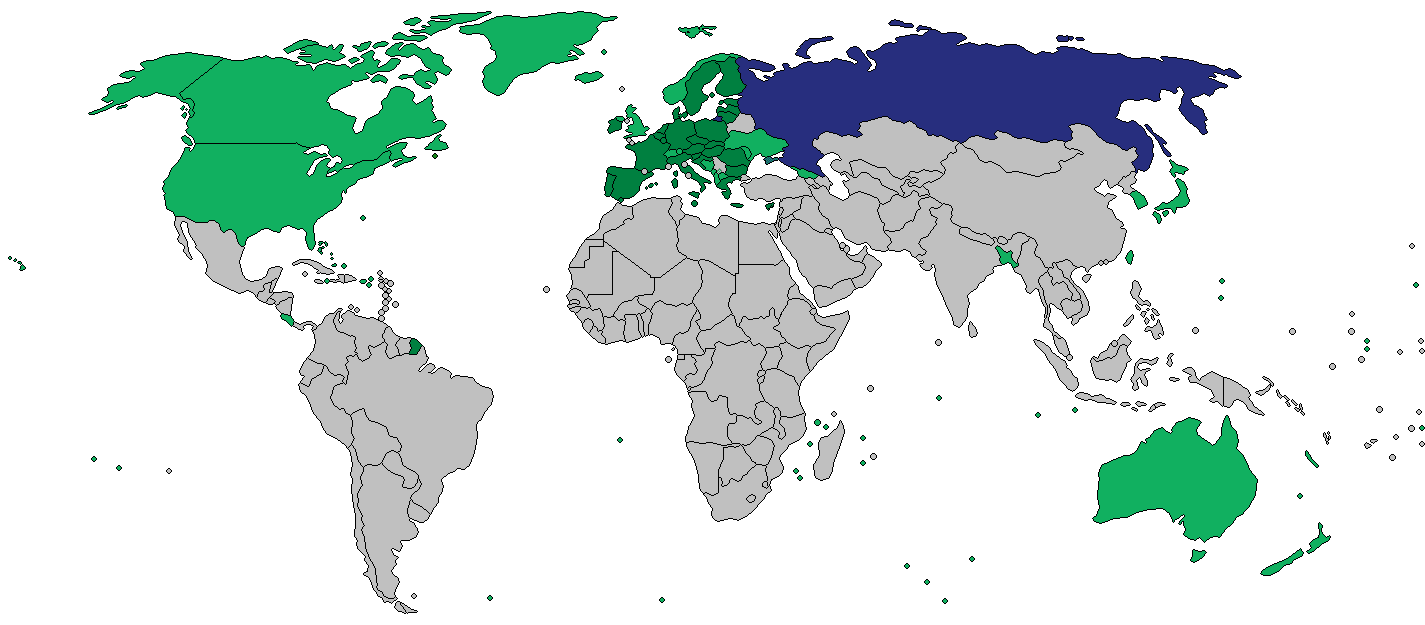
Țări care au inițiat sancțiuni împotriva unor cetățeni și companii din Rusia și Ucraina
Rusia
Țări care au inițiat sancțiuni
Țări membre UE care au inițiat sancțiuni

În timpul tulburărilor civile pro-ruse din Ucraina din 2014, guvernele mai multor țări au inițiat sancțiuni împotriva unor companii și a unor persoane fizice din Rusia și Ucraina considerate ca fiind implicate direct în destabilizarea situației din Ucraina. Au fost aprobate sancțiuni de către Japonia, Statele Unite ale Americii, Uniunea Europeană, Canada, Norvegia, Australia, Elveția și de către alte țări și organizații internaționale.
Sancțiuni internaționale împotriva Rusiei au avut loc în mai multe etape (valuri). Sancțiunile au fost aplicate la scurt timp după intervenția armată rusă în criza din Crimeea din februarie-martie 2014  și ca urmare a sprijinului Rusiei privind declarația unilaterală de independență a Republicii Crimeea și ulterior a intrării Republicii Crimeea în Federația Rusă - și după  escaladare ulterioară a situației din estul Ucrainei, văzută de către cei care au inițiat sancțiuni ca o încălcare a integrității teritoriale a Ucrainei de către Rusia. Următoarea rundă de sancțiuni a fost asociată cu prăbușirea unui Boeing 777 în regiunea separatistă Donețk la 17 iulie 2014.
Măsurile includ înghețarea activelor și introducerea regimului de vize pentru persoanele incluse în listele speciale (lista UE și lista Statelor Unite ale Americii), precum și interdicția asupra unor companii și impunerea de sancțiuni pentru stoparea relaților de afaceri cu persoane fizice și organizații care sunt incluse în liste.

## Valuri de sancțiuni
Primele sancțiuni împotriva Rusiei au fost impuse în martie 2014. Statele Unite ale Americii și Uniunea Europeană au impus un al doilea val de sancțiuni împotriva Rusiei în aprilie 2014. Al treilea val a fost aprobat în iulie 2014. Cu toate acestea, Ucraina însăși continuă cooperarea militaro-industrială cu Rusia, inclusiv întreținerea programată a arsenalului nuclear rusesc din Ucraina. În data de 12 septembrie 2014 a intrat în vigoare cea de-a patra rundă de sancțiuni impusă de Occident Rusiei, drept reacție la anexarea ilegală a Crimeei și la influența Moscovei asupra separatiștilor din estul Ucrainei. Aceasta țintește domeniul energiei, al apărării și financiar al Rusiei. Sancțiunile vizează mari companii rusești care nu vor putea fi finanțate și primi împrumuturi din UE. Printre acestea se numără: OboronProm, Rosneft, Transnefti și Gazpromnefti, dar și cinci mari bănci din Rusia, printre care Sberbank, VTB, Gazprombank, VEB și Rosselhozbank. De asemenea, 24 de persoane, printre care noii lideri din Donbas, membrii Guvernului din Crimeea, precum și decidenți și oligarhi ruși, au fost adăugate pe lista celor vizați de noile sancțiuni. În rândul acestora a intrat și controversatul deputat rus Vladimir Jirinovski.

## Uniunea Europeană

### Franța
Președintele François Hollande a declarat că Franța va livra totuși Rusiei o navă de război Mistral pe baza unui contract din iunie 2011. Victor Ponta a declarat că „o nava Mistral in Marea Neagra inseamna o problema strategica extrem de mare pentru noi” (pentru România). Departamentul de Stat al Statelor Unite ale Americii a considerat livrarea navei Mistral ca fiind "total nepotrivită". Premierul britanic David Cameron a criticat vânzarea de către Franța a unor nave militare Moscoveim, deși țara sa încă exportă arme în Rusia.

### Germania
Germania a retras aprobarea acordată Rheinmetall de a construi un obiectiv militar în Rusia în valoare de 100 de milioane de euro.

## Statele Unite
Congresul SUA a aprobat S.2277 - Russian Aggression Prevention Act of 2014 prin care SUA acordă Ucrainei ajutor militar direct de 100 milioane dolari în 2014. De asemenea, în cazul unei agresiuni armate ruse a Ucrainei, Statele Unite acordă Ucrainei armament și logistică.

## Reacția Rusiei
Dmitri Medvedev și  Vladimir Putin au declarat că Rusia pregătește sancțiuni simetrice împotriva țărilor occidentale.
În perioada septembrie 2013 - august 2014, rubla rusească a scăzut cu 11%. Compania aeriană low-cost a Aeroflot, Dobroliot a fost închisă.  Aproape 30.000 de turiști ruși sunt blocați în străinătate după falimentul companiei Labirint, o agenție de turism. Turiștii ruși sunt dați afară din hotelurile turcești.
La 19 iulie 2014, ca răspuns la extinderea listei de sancțiuni a Statelor Unite ale Americii, Rusia a interzis intrarea în țară a  12 cetățeni americani.
La 26 iulie 2014, președintele Ceceniei Ramzan Kadirov a "impus" sancțiuni împotriva președintelui american Barack Obama și a unor oficiali ai Uniunii Europene, "interzicerea" referindu-se la intrarea pe teritoriul Ceceniei și "înghețarea" activelor. Nu există informații dacă aceste persoane doresc să viziteze Cecenia și dacă au active în Cecenia.
Rosselhoznadzor, serviciul rus de supraveghere veterinară și fitosanitară, ar putea interzice importul de produse vegetale din Europa.
De asemenea, Rusia ar putea interzice accesul companiilor aeriene europene spre Asia.

## Legăturiexterne
- Rușii au început să simtă pe pielea lor efectele celui de-al doilea Război Rece Citeste
- Guvernul de la Berlin a anulat o afacere militară germano-rusă în valoare de 100 mln euro
- Rubla rusească a ajuns la cel mai slab curs din istorie, Adevărul, 1 oct. 2014